# 분당경찰서
분당경찰서(盆唐警察署, Bundang Police Station)는 경기도남부경찰청이 관할하는 경찰서 중 하나이다. 경기도 성남시 분당구 일대를 관할한다. 경기도 성남시 분당구 정자일로 165 (정자동)에 위치하고 있다.
서장은 경무관으로 보한다.

## 기본 정보
- 주소: 경기도 성남시 분당구 정자일로 165 (정자동)
- 우편번호: 13557
- 서장 계급: 경무관

## 관할 파출소 및 지구대
분당경찰서는 3개의 지구대와 5개의 파출소를 산하에 두고 있다.
| 명칭         | 사진 | 주소                         | 관할구역                                                                           | 치안센터      |
| ------------ | ---- | ---------------------------- | ---------------------------------------------------------------------------------- | ------------- |
| 야탑지구대   |      | 야탑로 76 (야탑동)           | 야탑동                                                                             | 야탑3치안센터 |
| 서현지구대   |      | 중앙공원로31번길 30 (서현동) | 서현동, 율동, 분당동                                                               | 장안치안센터  |
| 금곡지구대   |      | 성남대로171번길 12 (금곡동)  | 정자동, 금곡동 일부, 구미동 일부                                                   |               |
| 서판교파출소 |      | 운중로146번길 6 (운중동)     | 운중동, 대장동, 석운동, 하산운동, 판교동, 동원동, 궁내동, 백현동 일부, 금곡동 일부 |               |
| 동판교파출소 |      | 동판교로266번길 24 (삼평동)  | 삼평동, 백현동 일부                                                                |               |
| 이매파출소   |      | 성남대로779번길 60 (이매동)  | 이매동                                                                             |               |
| 수내파출소   |      | 불정로 253 (수내동)          | 수내동                                                                             | 내정치안센터  |
| 구미파출소   |      | 구미로 107 (구미동)          | 구미동 일부                                                                        |               |

## 같이 보기
- 경기도남부경찰청